# Шахир Шейх
Шахир Шейх (англ. Shaheer Sheikh, род. 26 марта 1984 г.) — индийский актёр. Обрёл любовь зрителей благодаря роли воина Арджуны в сериале «Махабхарата» (2013 г.), а также благодаря созданным им образам главных героев в популярных индийских сериалах «Навья», «Разные оттенки нашей любви» и др.

## Биография
Шахир Шейх родился 26 марта 1984 года в городе Бхадервах штата Джамму и Кашмир в мусульманской семье. Его отец — Шах Наваз Шейх — инженер, мама — Дилшад Шейх — домохозяйка. Есть две сестры: Алифа и Ифра.
Шахир учился в средней общеобразовательной школе Little Flower School в Джамму, в том же городе окончил 11-12 классы в школе имени Хари Сингха. После учился в университете Бхарати Видьяпит в городе Пуна на юридическом факультете, окончив его в степени бакалавра. В Пуне начал работать фотомоделью, организовал собственное агентство по проведению мероприятий, пробовал себя в качестве фотографа.
В 2009 году Шахир отправился на прослушивание в Мумбаи для молодёжного проекта на местной версии канала «Дисней» и получил главную роль в сериале «Как прекрасна эта жизнь». Его первая роль на экране — Вир Мехра, 17-летний студент колледжа, который любит музыку, играет на гитаре, пишет песни и вместе с друзьями попадает в различные забавные ситуации. Эта роль сделала актёра популярным среди подростков. По окончании второго сезона сериала (126 серий), Шахир Шейх получает роль второго плана в историческом сериале «Королева Джханси», где появляется в нескольких сериях в роли молодого Наны Сагиба.
В начале 2011 года Шахир Шейх получает главную роль в сериале «Навья» продюсерской компании Swastik Productions. Его партнёршей по сериалу становится Сомья Сетх. На съёмочной площадке «Навьи» Шахир Шейх знакомится с Рохитом Бхарадваджем, который по сюжету играет его старшего брата. С Рохитом чуть позже они снова сыграют братьев в следующем проекте Swastik Productions — сериале «Махабхарата».
Роль великого воина Арджуны в сериале «Махабхарата» (2013—2014 гг) стала поворотной в жизни Шахира Шейха. Во время съёмок в «Махабхарате» актёры, исполнявшие ведущих персонажей, много времени уделяли верховой езде, владению оружием, ежедневным тренировкам в спортзале, а также под руководством консультантов обсуждали эпос, занимались над произношением санскрита.
Благодаря популярности «Махабхараты», показанной в 2014 году в Индонезии, Шахир Шейх начал участвовать в различных местных телешоу начиная с реалити-шоу «Panah Asmara Arjuna», через год он снялся в главной роли в сериале «Cinta Di Langit Taj Mahal».
В 2015 году в Индонезии вышел первый полнометражный художественный фильм с Шахиром Шейхом в главной роли — лирическая комедия «Turis Romantis».
В 2016—2017 годах он снимался в индийском сериале «Разные оттенки нашей любви» («Цвет любви бывает и таким»), в котором исполнил главную роль. Сериал стал одним из наиболее популярных на телевидение в 2017 году, завоевал несколько наград.
В 2018 году состоялась премьера второго полнометражного фильма — индонезийская историческая драма «Maipa Deapati & Datu Museng».
В октябре 2018 — январе 2019 на канале ColorsTV шёл сериал «Сказание о любви Салима и Анаркали» (Dastaan-e-mohabbat Salim-Anarkali), в котором Шахир Шейх сыграл роль принца Салима из династии Великих Моголов. С 18 марта 2019 года на канале StarPlus шел новый сериал с участием актёра «Yeh Ristey Hain Pyaar Ke»

## Фильмография
| Год       |   | Русское название                   | Оригинальное название                   | Роль                  |
| --------- | - | ---------------------------------- | --------------------------------------- | --------------------- |
| 2009—2010 | с | Как прекрасна эта жизнь            | Kya Mast Hai Life                       | Veer Mehra            |
| 2010      | с | Королева Джханси                   | Jhansi Ki Rani                          | Nana Sahib            |
| 2011—2012 | с | Навья. Новое время — новые вопросы | [:en:Navya...Naye dhadkan Naye sawaal]  | Anant Bajpai          |
| 2012—2013 | с | Твои и мои любовные истории        | Teri-meri love stories                  | серия 11 - 15.09.2012 |
| 2013—2014 | с | Махабхарата                        | Mahabharat                              | Арджуна               |
| 2015      | с | Любовь в небе над Тадж-Махалом     | Cinta di Langit Taj Mahal (индон.)      | Rehan Syahputra       |
| 2015      | ф | Романтичный турист                 | Turis Romantis (индон.)                 | Azan Khan             |
| 2016—2017 | с | Разные оттенки нашей любви         | [:en:Kuch Rang Pyar Ke Aise Bhi]        | Dev (Devrath Dixit)   |
| 2016      | с | Роро Джонгранг                     | Roro Jonggrang (индон.)                 | Raden Petir           |
| 2016      | ф | Меня зовут Юсуф                    | Namaku Yusuf (индон.)                   | Yusuf                 |
| 2017—2018 | с | Бескрылый ангел                    | Malaikat Tak Bersayap (индон.)          | Arya                  |
| 2018      | ф | Майпа Дипати и Дату Мусенг         | Maipa Deapati & Datu Museng (индон.)    | Datu Museng           |
| 2018      | с | Сказание о любви Салима и Анаркали | [:en:Dastaan-e-mohabbat Salim-Anarkali] | принц Салим / Salim   |
| 2018      | с | Предчувствие                       | Firasat (индон.)                        | серия 7.02.2019       |
| 2019      | с |                                    | Yeh Rishtey Hain Pyaar Ke               | Abeer                 |